# ادامو، بخش گاستینین
ادامو، بخش گاستینین (به لاتین: Adamów, Gostynin County) در لهستان است که در Gmina Szczawin Kościelny واقع شده‌است.